# Veronica euxina
Veronica euxina är en grobladsväxtart som beskrevs av William Bertram Turrill. Veronica euxina ingår i släktet veronikor, och familjen grobladsväxter. Inga underarter finns listade i Catalogue of Life.